# Reseda buhseana
Reseda buhseana är en resedaväxtart som beskrevs av Muell.-arg. Reseda buhseana ingår i släktet resedor, och familjen resedaväxter.

## Underarter
Arten delas in i följande underarter:
- R. b. asperula
- R. b. dshebeli